# Óscar Loango
Óscar Loango Solís (21 de mayo de 1992), es un luchador colombiano de lucha grecorromana. Logró la 5.ª posición en los Juegos Panamericanos de 2015 y Juegos Centroamericanos y del Caribe de 2014. Ganó una medalla de bronce en los Juegos Suramericanos de 2014 y de plata en los Juegos Bolivarianos de 2013. Obtuvo dos medallas en el Campeonato Panamericano, de plata de 2014. Campeón Sudamericano de 2013. Tercero en Campeonato Centroamericano y del Caribe de 2014.